# Laura Bispuri

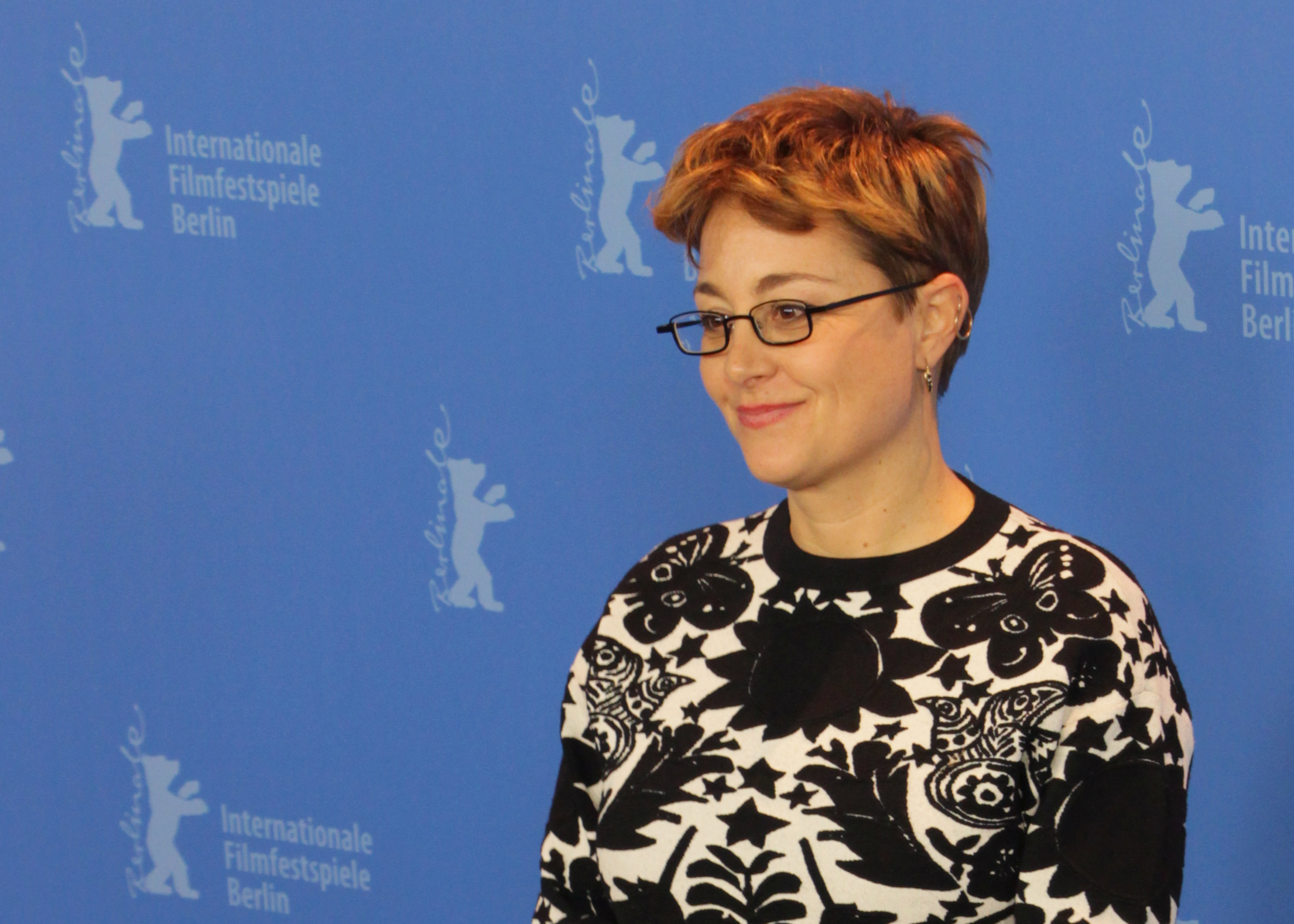
Laura Bispuri no Festival Internacional de Cinema de Berlim de 2018

Laura Bispuri (Roma, 20 de agosto de 1977) é uma diretora de cinema e roteirista italiana. Entre seus trabalhos destacam-se dois filme na competição do Festival Interinacional de Cinema de Berlim, um na competição oficial Orizzonti no Festival Internacional de Cinema de Veneza e a direção da quarta temporada de My Brilliant Friend, da HBO.

## Biografia
Depois de fomar-se no curso de Cinema na Universidade Sapienza de Roma, Bispuri frequentou o Fandango Lab Workshop, uma escola de cinema em na capital italiana criada por Domenico Procacci . Em 2018, ela foi listada pela Variety entre os “10 realizadores europeus ficar de olho”.  Em 2022, foi convidada para o júri da secção Orizzonti do Festival de Cinema de Veneza daquele ano . 

## Carreira

### Filmes em curta-metragem
Em 2010, seu curta Passing Time ganhou o prêmio David di Donatello de Melhor Curta-Metragem e foi selecionado entre os 8 melhores filmes em curta metragem do ano pela Academia das Artes e Técnicas do Cinema, no Césars daquele ano. Um ano depois, em 2011, recebeu o prêmio Nastro d'Argento como "Talento Revelação do Ano" pelo curta-metragem Biondina.

### Filmes em longa-duração
Seu filme de estreia, Virgem Juramentada (com Alba Rohrwacher e Lars Eidinger ), participou  da competição do Festival Internacional de Cinema de Berlim em 2015. Durante o desenvolvimento, o projeto foi selecionado no Festival de Cinema de Cannes no Atelier Cinéfondation. Depois da Berlinale, o filme começou uma jornada por diversos festivais ao redor do mundo, incluindo o Festival de Cinema de Londres em Londres e o AFI Fest em Los Angeles, ganhando prêmios importantes, incluindo o prestigioso Nora Ephron Prize no Tribeca Film Festival em Nova York, o New Director Prize e o Golden Gate New Directors Prize no Festival internacional de Cinema de São Francisco, o Firebird Award no Festival Internacional de Cinema de Hong Kong e o FIPRESCI Prize no PK Off Camera em Cracóvia. Virgem Juramentada também ganhou o Globo de Ouro italiano  de Melhor Estreia.
Seu segundo filme Figlia mia (com Valeria Golino, Alba Rohrwacher e Udo Kier)  foi apresentado na mostra competitiva no Festival Internacional de Cinema de Berlim de 2018, e foi selecionado para outros grendes festivais internacionais como o Festival de Cinema de Londres, ganhando dentre outros, o Media Choice Award no Festival Internacional de Cinema de Xangai e o Golden Anchor no Festival de Cinema de Haifa.
Seu terceiro filme em longa-duração Il paradiso del pavone (2021), estralado por Dominique Sanda, Alba Rohrwacher, Maya Sansa e Tihana Lazovic foi exibido no Festival de Cinema de Veneza na competição oficial da Orizzonti. O filme ganhou o Prêmio Fice 2021.

### Series de televisão
Em 2024, ela dirigiu todos os dez episódios de quarta e ultima temporada de My Brilliant Friend, baseada no romance de Elena Ferrante produzida pela HBO.

## Filmografia

### Cinema
| ano  | Titulo                 | Duração        |
| ---- | ---------------------- | -------------- |
| 2010 | Passing Time           | Curta-metragem |
| 2010 | Salve regina           | Curta-metragem |
| 2011 | Biondina               | Curta-metragem |
| 2015 | Virgem Juramentada     | Longa-metragem |
| 2018 | Figlia mia             | Longa-metragem |
| 2021 | Il paradiso del pavone | Longa-metragem |

### Televisão
| Ano  | Título             |
| ---- | ------------------ |
| 2024 | My BrilliantFriend |

## Premios e indicações
| Ano  | Premiação                                                           | Categoria                                                      | Indicação               | Resultado |
| ---- | ------------------------------------------------------------------- | -------------------------------------------------------------- | ----------------------- | --------- |
| 2010 | David di Donatello                                                  | Melhor Curta-Metragem                                          | Passing Time            | Ganhou    |
| 2011 | Nastro d'Argento                                                    | Prêmio Talento Revelação do Ano                                | Passing Time e Biondina | Ganhou    |
| 2015 | Nastro d'Argento                                                    | Melhor Diretor Revelação                                       | Virgem Juramentada      | Indicação |
| 2015 | David di Donatello                                                  | Prêmio de Melhor Diretor Revelação                             | Virgem Juramentada      | Indicação |
| 2015 | Globo de Ouro                                                       | Melhor Estreia                                                 | Virgem Juramentada      | Ganhou    |
| 2015 | Festival Internacional de Cinema de Berlim                          | Urso de Ouro                                                   | Virgem Juramentada      | Indicação |
| 2015 | Festival Internacional de Cinema de Berlim                          | Melhor Longa-Metragem                                          | Virgem Juramentada      | Indicação |
| 2015 | Festival Internacional de Cinema de Berlim                          | Teddy Award                                                    | Virgem Juramentada      | Indicação |
| 2015 | Festival de Cinema de Tribeca                                       | Prêmio Nora Ephron                                             | Virgem Juramentada      | Ganhou    |
| 2015 | Festival Internacional de Cinema de São Francisco                   | New Director Prize                                             | Virgem Juramentada      | Ganhou    |
| 2015 | Festival Internacional de Cinema de São Francisco                   | Golden Gate Award                                              | Virgem Juramentada      | Ganhou    |
| 2015 | AFI Fest                                                            | Prêmio Novos Autores                                           | Virgem Juramentada      | Indicação |
| 2015 | Festival Internacional de Cinema Independente Off Camera (Cracóvia) | FIPRESCI Jury Award                                            | Virgem Juramentada      | Ganhou    |
| 2015 | Festival Internacional de Cinema de Hong Kong                       | Golden Firebird                                                | Virgem Juramentada      | Ganhou    |
| 2015 | Festival Internacional de Cinema de Hong Kong                       | Prêmio FIPRESCI                                                | Virgem Juramentada      | Indicação |
| 2015 | Festival Internacional de Cinema de Haifa                           | Melhor Filme Internacional                                     | Virgem Juramentada      | Indicação |
| 2015 | Festival de Cinema Queer de Mezipatra                               | Grande Prêmio do Júri                                          | Virgem Juramentada      | Ganhou    |
| 2015 | Festival Internacional de Cinema Molodist de Kyiv                   | Melhor Filme LGBTQ                                             | Virgem Juramentada      | Ganhou    |
| 2015 | Primeiro Festival de Cinema Juvenil                                 | Grande Prêmio do Júri                                          | Virgem Juramentada      | Ganhou    |
| 2015 | 20º Fórum do Cinema Europeu ORLEN Cinergia (Polônia)                | Prêmio Cristal Boat de Melhor Primeira Longa-Metragem Europeia | Virgem Juramentada      | Ganhou    |
| 2015 | Festival Internacional de Cinema Feminino de Salé                   | Prêmio do Júri                                                 | Virgem Juramentada      | Ganhou    |
| 2015 | Festival de Cinema dos Países Mediterrâneos de Alexandria           | Melhor Filme                                                   | Virgem Juramentada      | Ganhou    |
| 2015 | Festival de Cinema de Bobbio                                        | Prêmio Juventude Emergente                                     | Virgem Juramentada      | Ganhou    |
| 2015 | Dolly dourado Giuseppe De Santis                                    | Prêmio Golden Dolly Giuseppe De Santis                         | Virgem Juramentada      | Ganhou    |
| 2015 | Festival de Cinema de Ortigia                                       | Prêmio do Público                                              | Virgem Juramentada      | Ganhou    |
| 2015 | Festival de Cinema de Ortigia                                       | Melhor Filme                                                   | Virgem Juramentada      | Ganhou    |
| 2018 | Nastro d'Argento                                                    | Melhor Tratamento                                              | Figlia mia              | Indicação |
| 2018 | Festival Internacional de Cinema de Berlim                          | Urso de Ouro                                                   | Figlia mia              | Indicação |
| 2018 | Festival Internacional de Cinema de Hong Kong                       | Cinema Jovem                                                   | Figlia mia              | Indicação |
| 2018 | Festival Internacional de Cinema de Haifa                           | Prêmio Golden Anchor Competitio                                | Figlia mia              | Ganhou    |
| 2018 | Festival Internacional de Cinema de Xangai                          | Prêmio Media Choice de Melhor Filme                            | Figlia mia              | Ganhou    |
| 2018 | Festival de Cinema de Sydney                                        | Prêmio de Cinema de Sydney                                     | Figlia mia              | Ganhou    |
| 2018 | Bari International Film Festival                                    | Prêmio Mariangela Melato para as Atrizes Principais            | Figlia mia              | Ganhou    |
| 2019 | Prêmio de Cinema Italiano                                           | Melhor Filme                                                   | Figlia mia              | Ganhou    |
| 2021 | Festival de Cinema de Veneza                                        | Prêmio Orizzonti                                               | Il paradiso del pavone  | Indicação |
| 2021 | Festival de Cinema de Veneza                                        | Queer Lion                                                     | Il paradiso del pavone  | Indicação |
| 2021 | Festival Internacional de Cinema de Haifa                           | Melhor Filme Internacional                                     | Il paradiso del pavone  | Indicação |
| 2021 | FICE Award                                                          | FICE Award                                                     | Il paradiso del pavone  | Ganhou    |
| 2024 | Critics Choice Awards                                               | Melhor Série Estrangeira                                       | My Brilliant Friend     | Indicação |